# Felipa Maria Aranha
Felipa Maria Aranha, född 1720, död 1780, var en brasiliansk upprorsledare. 
Hon föll offer för den transatlantiska slavhandeln Guinea i Afrika som barn, och fördes till Brasilien som slav. Hon rymde från slaveriet till en maroon-bosättning för förrymda slavar, Quilombo-staden Mola, där hon blev dess ledare. Hon blev ihågkommen som en betydande ledare för de förrymda slavarna i Brasilien.